# Campeonato Pan-Americano de Ginástica de Trampolim de 2023
O Campeonato Pan-Americano de Ginástica de Trampolim de 2023 foi realizado em Monterrey, México, de 12 a 14 de maio de 2023. A competição foi organizada pela Federação Mexicana de Ginástica sob a supervisão da União Pan-Americana de Ginástica, e aprovada pela Federação Internacional de Ginástica. O evento servirá como qualificação para os Jogos Pan-Americanos de 2023 em Santiago, no Chile.

## Medalhistas

### Sênior
| Masculino              |                                                           |                                              |                                                     |
| Equipes                | Canadá (CAN)                                              | Estados Unidos (USA)                         | Argentina (ARG)                                     |
| Individual             | Angel Hernández (COL)                                     | Jérémy Chartier (CAN)                        | Rayan Dutra (BRA)                                   |
| Sincronizado           | Canadá (CAN) · Keegan Soehn · Nathan Shuh                 | Brasil (BRA) · Lucas Tobias · Gabriel Soares | Argentina (ARG) · Federico Cury · Ralph Stotz       |
| Duplo-mini             | Ruben Padilla (USA)                                       | Santiago Ferrari (ARG)                       | Zachary Blakely (CAN)                               |
| Duplo-mini por equipes | Canadá (CAN)                                              | México (MEX)                                 | Argentina (ARG)                                     |
| Feminino               |                                                           |                                              |                                                     |
| Equipes                | Canadá (CAN)                                              | Estados Unidos (USA)                         | Brasil (BRA)                                        |
| Individual             | Camilla Gomes (BRA)                                       | Jessica Stevens (USA)                        | Sophiane Mèthot (CAN)                               |
| Sincronizado           | Estados Unidos (USA) · Nicole Ahsinger · Cheyenne Webster | Brasil (BRA) · Camilla Gomes · Alice Gomes   | Argentina (ARG) · Martina Quintana · Alma Figueredo |
| Duplo-mini             | Hannah Metheral (CAN)                                     | Maya Quinteros (BOL)                         | Kayla Howell (CAN)                                  |

Fonte: 

### Juvenil
| Masculino    |                                                       |                                                 |                                                   |
| Individual   | Cody Cyman (CAN)                                      | Marcos Carlos (BRA)                             | Arthur Ferreira (BRA)                             |
| Sincronizado | Brasil (BRA) · Guilherme Andrade · Marcos Carlos      | Canadá (CAN) · Cody Cyman · Luke D'Hondt        | Brasil (BRA) · Arthur Ferreira · Kauã Rodrigues   |
| Duplo-mini   | Luke D'Hondt (CAN)                                    | Cody Cyman (CAN)                                | —                                                 |
| Feminino     |                                                       |                                                 |                                                   |
| Individual   | Mélina Corriveau (CAN)                                | Gabriela Rodrigues (BRA)                        | Brooklyn-Lee McMeeken (CAN)                       |
| Sincronizado | Brasil (BRA) · Maria Luiza Marcante · Eduarda Vicente | Brasil (BRA) · Gabriela Rodrigues · Clara Alves | Argentina (ARG) · Julieta Sivori · Yazmin Roberts |
| Duplo-mini   | Brooklyn-Lee McMeeken (CAN)                           | —                                               | —                                                 |

Fonte: 

## Quadro de medalhas
*   país anfitrião (México)
| Pos.               | País               | Ouro | Prata | Bronze | Total |
| ------------------ | ------------------ | ---- | ----- | ------ | ----- |
| 1                  | Canadá             | 9    | 3     | 4      | 16    |
| 2                  | Brasil             | 3    | 5     | 4      | 12    |
| 3                  | Estados Unidos     | 2    | 3     | 0      | 5     |
| 4                  | Colômbia           | 1    | 0     | 0      | 1     |
| 5                  | Argentina          | 0    | 1     | 5      | 6     |
| 6                  | Bolívia            | 0    | 1     | 0      | 1     |
| 6                  | México             | 0    | 1     | 0      | 1     |
| Total (7 entradas) | Total (7 entradas) | 15   | 14    | 13     | 42    |

## Nações participantes
- Argentina
- Bolívia
- Brasil
- Canadá
- Colômbia
- Cuba
- Estados Unidos
- México
- Peru
- Porto Rico
- República Dominicana
- Venezuela